# Circuito Nacional de Firmes Especiales

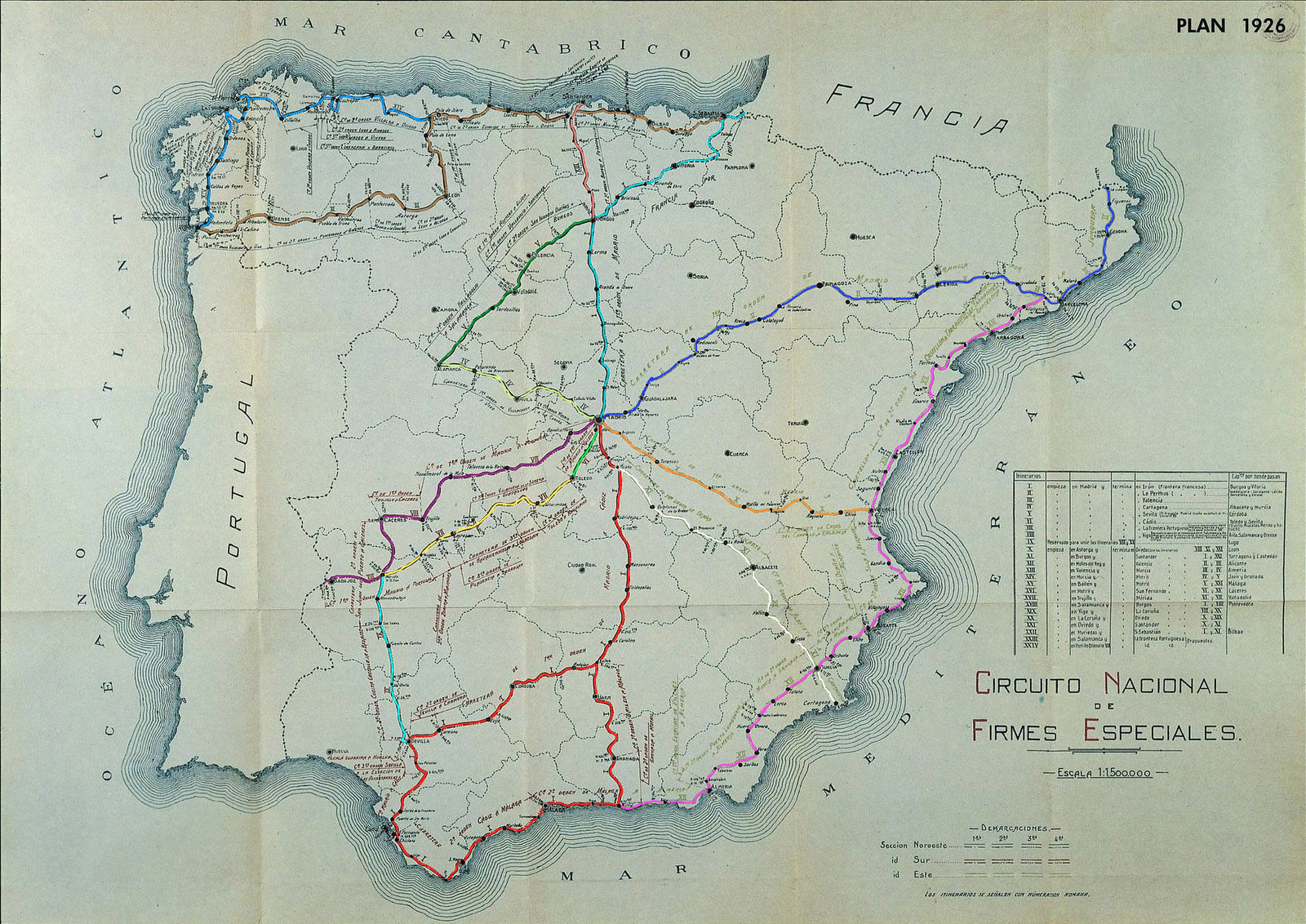
Mapa de carreteras dentro del Circuito Nacional de Firmes Especiales (1926).

El Circuito Nacional de Firmes Especiales (abreviado generalmente como CNFE o CN de FE) fue un conjunto de carreteras españolas y de tramos segregados de la red general considerado el inicio de la moderna red de transporte en España. El patronato del Circuito CNFE se crea en la Gaceta de Madrid el 10 de febrero de 1926, por Real Decreto Ley promovido por el Ministerio de Fomento. El objetivo resulta ser el empleo de nuevas técnicas y calidades de construcción más favorables al “tráfico moderno”. El nacimiento del CNFE tuvo su contrapartida en la creación del Patronato nacional de turismo dando lugar a la red de Paradores Nacionales y los Albergues de carretera para automovilistas. Los proyectos se quedaron interrumpidos en la mayoría de los casos por la guerra civil española.

## Historia
El estado de la red viaria a comienzos del siglo XX es bastante deficitario y parece que el transporte por el nuevo medio de comunicación que supone ser el automóvil tiene futuro mediante el continuo desarrollo de un motor de combustión interna alimentado por combustibles líquidos derivados del petróleo. El precio inicial de estos vehículos extraordinariamente elevado, solo accesible para empresas de cierta dimensión y para potentados locales (un ejemplo resulta ser los Hispano-Suiza). Solo en las grandes ciudades el tráfico urbano comienza a mostrarse con cierta densidad el tráfico de vehículos a comienzos de los años veinte. La idea científica subyacente era emplear como firme las carreteras asfálticas. La idea de esta mejora fue impulsada inicialmente por el Conde de Guadalhorce don Rafael Benjumea y Burín.
La iniciativa parte de los gobiernos de Primo de Rivera, que intentaba promover programas de fomento de las obras públicas. En este sector se prestó atención a la construcción de carreteras con firmes adecuados para la circulación del cada vez más usado automóvil. A comienzos del siglo XX, a pesar de existir menos vehículos en España que en otros países europeos, se hacía prever que su uso no solo iba en aumento, sino que las velocidades medias de estos transportes crecerían a buen ritmo. Pronto se pensó que estos nuevos viajeros podrían ser turistas que viajaran por placer (concepto nuevo en la época). Supuso el proyecto la entrada de España en el grupo de países que comenzaba a construir autopistas, es decir carreteras de uso exclusivo de vehículos. Las autopistas proyectadas durante este período no llegaron a construirse, pero si se remozaron y mejoraron algunos tramos importantes. Se produjo, sin embargo, una profunda revisión de la legislación y de la regulación del transporte motorizado por carretera. 
El Circuito Nacional de Firmes Especiales tuvo su continuación en el Gobierno de la Segunda República, por entonces se realizaron unos 7.000 kilómetros de carreteras. Las iniciativas durante este periodo se vieron interrumpidas por la Guerra Civil. 
Tras la victoria del bando sublevado, ya en el periodo de Comisaría General de Abastecimientos y Transportes, apareció el Plan General de Carreteras de 1939-41 (llamado Plan Peña por haber sido diseñado bajo el mandato del ingeniero y ministro Alfonso Peña Boeuf), que con nuevas numeraciones y clasificaciones sustituyó al CNFE; no sin aprovechar la infraestructura que formaba parte de éste. 

## Listado de rutas del CNFE
| N.º de Itinerario | Destinos                                                                                                 | Equivalencia con carreteras actuales          |
| ----------------- | --- | --------------------------------------------- |
| I                 | Madrid - Burgos - San Sebastián - Irún - Francia                                                         | N-1                                           |
| II                | Burgos - Santander                                                                                       | N-623                                         |
| III               | Madrid - Valladolid - León - Oviedo                                                                      | N-6 (parcialmente) N-601 N-630 (parcialmente) |
| IV                | La Coruña - Benavente - Salamanca - Ávila - Villacastín                                                  | N-6 N-501                                     |
| V                 | Vigo - Orense - Ponferrada                                                                               | N-120 N-6 (parcialmente)                      |
| VI                | Salamanca - Vitigudino - Portugal                                                                        | CL-517                                        |
| VII               | Madrid - Talavera de la Reina - Trujillo - Mérida - Badajoz - Portugal                                   | N-5                                           |
| VIII              | Madrid - Toledo - Navahermosa - Puerto de San Vicente - Miajadas                                         | A-42 N-502 (parcialmente) CM-411              |
| IX                | Madrid - Aranjuez - Ocaña - Bailén - Córdoba - Écija - Sevilla - Cádiz                                   | N-4                                           |
| X                 | Bailén - Jaén - Granada - Motril                                                                         | N-323                                         |
| XI                | Ocaña - Albacete - Murcia - Cartagena                                                                    | N-301                                         |
| XII               | Madrid - Tarancón - Requena - Valencia                                                                   | N-3                                           |
| XIII              | Madrid - Guadalajara - Zaragoza - Lérida - Barcelona - La Junquera - Francia                             | N-2                                           |
| I - II            | San Sebastián - Bilbao - Santander                                                                       | N-634                                         |
| I - IV            | Burgos - Valladolid - Salamanca                                                                          | N-620                                         |
| II - IV           | Santander - Llanes - Oviedo - Villalba - Ferrol - Betanzos                                               | N-634 (parcialmente) N-640                    |
| III - IV          | Astorga - León                                                                                           | N-120 (parcialmente)                          |
| IV -V             | La Coruña - Santiago de Compostela - Pontevedra - Vigo - Tuy - Portugal                                  | N-550                                         |
| VII - IX          | Trujillo - Cáceres - Mérida - Sevilla                                                                    | N-521 (parcialmente)                          |
| IX - X            | Cádiz - Algeciras - La Línea de la Concepción - Marbella - Málaga - Motril                               | N-340 (parcialmente)                          |
| X - XI            | Motril - Almería - Puerto Lumbreras - Murcia                                                             | N-340 (parcialmente)                          |
| XI - XII          | Murcia - Elche - Alicante - Benidorm - Valencia                                                          | N-332 (parcialmente)                          |
| XII - XIII        | Valencia - Castellón de la Plana - Vinaroz - Ulldecona - Tortosa - Tarragona - Castelldefels - Barcelona | N-340 (parcialmente)                          |